# Chapour (fils de Chapour de Mésène)
Pour les articles homonymes, voir Chapour.
Sapor Sassan fut un prince sassanide du IIIe siècle de notre ère.

## Biographie
Il était le cinquième fils de Chapour de Mésène, troisième fils de Chapour Ier, empereur sassanide de Perse. C'est la grande inscription de Naqsh-e Rostam qui nous révèle son existence : « de Hormizd, Hormizdak, Odâ-kakht, Vahrâm, Sapor et de Péroz fils du roi de Mésène... ». On ne sait rien d'autre sur lui.
Il est probablement mort avant l'accession de son oncle Narseh au trône de Perse, en 293.